# Charte du Hamas
La charte du Hamas, publiée le 18 août 1988 présente l’idéologie de l'organisation palestinienne Hamas. Elle comprend 36 articles répartis en cinq chapitres. Selon l'historien arabisant Jean-François Legrain, elle n’a « jamais été considérée par le mouvement comme juridiquement dotée d’un statut de référence contraignante », et « ne figure pas, d’ailleurs, sur son site internet officiel ».
En 2017, le Hamas adopte un nouveau document de 42 articles, distinct de la charte de 1988, après des discussions approfondies. Ce document, intitulé « Document sur les principes généraux et les politiques du mouvement Hamas », n'évoque pas le texte antérieur. Certains[Qui ?] affirment que le texte est une version amendée de l'ancienne charte, mais d'autres le considèrent plutôt comme un écrit à part entière, alors que, selon Libération, ce document est « très largement considéré comme un complément à la charte originelle ». 

## Charte de 1988

### Contexte
La charte du Hamas est publiée en août 1988, soit 8 mois après la fondation du mouvement au tout début de la première intifada dans les territoires palestiniens occupés. L'objectif premier était de s'approprier le leadership du mouvement national palestinien détenu par l'OLP, notamment en déclarant nulle et non avenue sa charte jugée trop éloignée des principes de l'islam.

### Contenu
L’ancienne charte de 1988 identifie le Hamas comme étant une branche des Frères musulmans en Palestine et déclare que ses membres sont des musulmans qui « craignent Allah et élèvent la bannière du djihad face aux oppresseurs ». Elle traduit les positionnements politique et idéologique du Hamas ; à savoir la création d'un État islamique sur les territoires de l'ancienne Palestine mandataire, la mise en place d'activités sociales visant à prêcher la foi, la lutte contre les « impérialismes sioniste et occidental », l'annihilation d'Israël, le refus de toute négociation et un antisémitisme affiché.
Selon Pierre-Alain Clément, chercheur suisse en sciences politiques, les articles de l’ancienne Charte du Hamas recoupent les thématiques suivantes:
- L’islam comme fondement sociétal : « l’islam est sa règle de vie ; il en tire ses idées, ses concepts de même que ses points de vue sur l'univers, sur la vie et sur l'homme » (Article 1) ; référence aux « pieux ancêtres » (Article 5), aux « traditions de leurs ancêtres » (Article 35), référence constante des salafistes[7].
- La création d’un État théocratique : « Quant à ses objectifs : combattre le Mensonge, le défaire et le détruire pour que règne la Vérité, que les patries soient restituées, que l’appel à la prière annonçant l’établissement de l’État de l’islam soit lancé du haut de leurs mosquées » (Article 9)[7].
- Le jihad contre Israël : « [Le Hamas] est l’un des épisodes du jihad mené contre l’invasion sioniste » (Article 7) ; « Il n’y a rien de plus fort et de plus profond dans le patriotisme que le jihad qui, lorsque l’ennemi foule du pied la terre des Musulmans, incombe à tout Musulman et à toute Musulmane en tant qu'obligation religieuse individuelle ; la femme alors n'a pas besoin de la permission de son mari pour aller le combattre ni l'esclave celle de son maître » (Article 12) ; « Seul le fer peut émousser le fer ; seule la profession de foi de l’islam véridique peut l'emporter sur leur profession de foi falsifiée et futile » (Article 34) ; la situation actuelle en Palestine est mise en perspective avec les invasions passées (croisades, Tatars...) : « De même que les Musulmans ont su faire face à ces invasions, planifier leurs réactions et les défaire, de même sont-ils en mesure de faire face à l’invasion sioniste et de la défaire » (Article 35)[7].
- Le nationalisme islamique : « [Le Hamas] œuvre à planter l’étendard de Dieu sur toute parcelle de la Palestine » (Article 6) ; « Le patriotisme [al-wataniyya], du point de vue du Mouvement de la Résistance islamique, est un article de la profession de foi [‘aqîda] religieuse (…) Si les divers patriotismes sont liés à des causes matérielles, humaines ou régionales, le patriotisme du [Hamas] relève également de tous ces facteurs ; mais, au-dessus de tout cela, sa cause première est la soumission à la Seigneurie divine » (Article 12)[7].
- Le refus des négociations : « La terre de Palestine est une terre islamique waqf pour toutes les générations de Musulmans jusqu’au jour de la résurrection. Il est illicite d’y renoncer en tout ou en partie, de s’en séparer en tout ou en partie » (Article 11) ; « Renoncer à quelque partie de la Palestine que ce soit, c’est renoncer à une partie de la religion » (Article 13) ; « Le peuple palestinien a trop d’honneur pour dilapider son avenir, son droit et son destin en activités futiles [les initiatives de paix] » (Article 13)[7].
- Le fondamentalisme réactionnaire : « [Le Hamas] s’est créé à un moment où l'islam avait disparu de la réalité de la vie : tous les critères de jugement avaient alors été déréglés, (…) les valeurs avaient été changées » (Article 9)[7].
- La charité et la solidarité : « [Le Hamas], ouvrant le chemin du soutien à tous les déshérités et celui de la défense de toutes les victimes de l'injustice de toute la mesure de sa force, … » (Article 10) ; « La société musulmane est une société solidaire (…) La plongée adoucissante dans l'esprit islamique constitue une priorité pour la société qui affronte un ennemi à la cruauté nazie dans ses pratiques, un ennemi qui ne fait aucune distinction entre l’homme et la femme, le vieillard et le jeune » (Article 20)[7].
- L’éducation : « Il faut que l'éducation (…) soit une éducation islamique fondée sur l’accomplissement des obligations religieuses, l’étude conscientisée du Livre de Dieu, (…) une étude conscientisée de l’ennemi, de ses ressources matérielles et humaines » (Article 16)[7].
- La complémentarité hommes/femmes : « Dans la bataille de libération, la femme musulmane a un rôle qui n'est pas inférieur à celui de l’homme : C'est elle qui fait les hommes. Son rôle dans l'éducation et l'orientation morale des nouvelles générations est important. Les ennemis ont réalisé l'importance de son rôle. Ils considèrent qu'ils peuvent lui donner des ordres et en faire ce qu'ils veulent. (Article 17) ; « Au foyer d’un combattant du jihad comme dans la famille d’une combattante du jihad, (…) la femme tient le premier rôle dans le maintien de la maison » (Article 18)[7].
- L’antisémitisme et l’amalgame juif et sioniste : citation modifiée d’un célèbre hadîth présageant une guerre entre les musulmans et les juifs[8],[9],[10] : « L’Heure ne viendra pas avant que (…) les pierres et les arbres eussent dit : « Musulman, serviteur de Dieu ! Un Juif se cache derrière moi, viens et tue-le. » (Article 7) ; « … tu trouves [les ennemis] sans cesse sur la brèche dans le domaine des médias et des films (…) [Ils agissent] par l’intermédiaire de leurs créatures membres de ces organisations sionistes aux noms et formes multiples, comme la franc-maçonnerie, les clubs Rotary, les sections d’espionnage, etc., qui toutes sont des nids de subversion et de sabotage » (Article 17) ; « Grâce à l'argent, ils règnent sur les médias mondiaux, les agences d'informations, la presse, les maisons d'édition, les radios, etc. » (Article 22)[7].
  - Le complotisme juif : « Le plan sioniste n’a pas de limite ; après la Palestine, ils (les Juifs) ambitionnent de s’étendre du Nil à l’Euphrate... plus loin encore, et ainsi de suite. Leur plan se trouve dans Les Protocoles des Sages de Sion et leur conduite présente est une bonne preuve de ce qu’ils avancent » (Article 32)[11].
- Le respect des autres mouvements « nationalistes sur la scène palestinienne » et unité : « [Le Hamas] les encourage tant qu’ils ne font allégeance ni à l’Orient communiste ni à l’Occident croisé (…) [et] se tient à leurs côtés comme soutien et appui. Il n'en sera jamais autrement, en parole comme en acte, au présent comme dans le futur » (Article 25) ; « Notre patrie est une, notre malheur est un, notre destin est un et notre ennemi est commun » (Article 27)[7].
- La tolérance religieuse sous la houlette islamique : « Le Mouvement (...) se conforme à la tolérance de l'islam en ce qui concerne les disciples des autres religions : il ne s'oppose à aucun d'entre eux sinon à ceux qui lui sont ouvertement hostiles. (...) À l'ombre de l’islam, les disciples des trois religions, islamique, chrétienne et juive, peuvent coexister dans la sécurité et la confiance »[1] (Article 31)[7].

### Analyses
Le spécialiste du Moyen-Orient Jim Zanotti, analyste des affaires moyen-orientales pour le Congrès des États-Unis, écrit que « plusieurs analystes » considèrent que « la charte met en avant un ordre du jour sans aucun compromis, particulièrement militant et antisémite ». Quant à Alain Gresh, il écrit : « Enfin, le texte de la Charte a des connotations antisémites, avec une référence au Protocole des sages de Sion (un faux créé par la police tsariste au début du XXe siècle), ainsi qu’une dénonciation des « complots » des loges maçonniques, des clubs Rotary et Lions… Ces notations antisémites sont condamnables et condamnées largement ». Gresh considère que « ces délires, notamment sur Le Protocole des sages de Sion, se retrouvent fréquemment dans certains livres et articles publiés dans le monde arabe ».

#### Antisémitisme
Cette ancienne charte se focalisait sur les « Juifs ». Elle affirme par exemple que « la lutte [contre eux] est très importante et très sérieuse » et appelle à la création « d'un État islamique en Palestine à la place d'Israël et des territoires palestiniens occupés » et à l’anéantissement et la disparition de l’État d'Israël. Elle abonde également en références antisémites. Gilles Paris dans Le Monde souligne par exemple l'article 22 qui indique que « les ennemis ont amassé d'énormes fortunes qu'ils consacrent à la réalisation de leurs objectifs. À travers l'argent, ils ont pris le contrôle des médias du monde entier (...), ils ont financé des révolutions dans le monde entier (...), pour détruire les sociétés et promouvoir les intérêts du sionisme » ou l'article 32 qui assure que « le plan sioniste n'a aucune limite ; après la Palestine, ils veulent s'étendre du Nil jusqu'à l'Euphrate. Dès qu'ils ont occupé un espace, ils regardent vers un autre, conformément au plan qui apparaît dans les Protocoles des Sages de Sion ».
Les politologues François Thual et Frédéric Encel notent que la Charte exprime un « antisémitisme outrancier » où l'on « convoque plusieurs versets du Coran dans une interprétation assassine. » Ils rapportent que « l’objectif avoué du Hamas [est] la liquidation d’Israël, l’expulsion ou le meurtre de Juifs (« des singes ou des porcs ») et l’instauration sur toute la Palestine d'un État théocratique avec la sharia pour seule loi ». Des universitaires israéliens comme Meir Litvak ou Benny Morris, mettent également l'accent sur le caractère « ouvertement antisémite » de la charte du Hamas.
L'universitaire américain Jeffrey Herf met en avant la propagande antisémite dans le monde arabe comme vecteur de l'influence de « l'idéologie nazie » sur la charte. Pour l'universitaire Bassam Tibi, la charte du Hamas traduit l'évolution de la judéophobie (une « haine ») vers l'antisémitisme (une « idéologie génocidaire » initialement absente dans l'islam) au sein de la pensée islamiste. Selon lui, cette évolution est due principalement au penseur Saïd Qotb, membre des Frères musulmans et « maître à penser de l'islamisme ». Basam Tibi souligne par exemple que pour Saïd Qutb, l'islam mène une « guerre cosmique contre les Juifs » et les Américains (respectivement, le « mal » et les « Croisés ») dans le cadre d'un « jeu à somme nulle » ; ce qui expliquerait l'appel à l'éradication d'Israël, l'« État juif », mis en avant dans l'article 22 de la charte.
Jeffrey Herf estime également que la charte reflète bien les intentions et les motivations profondes du Hamas et qu'on devrait lui accorder plus d'importance quand on analyse les actions du mouvement islamiste, comme lors des différentes confrontations à Gaza entre 2006 et 2014. Bassam Tibi partage les craintes de Herf. Il voit en effet dans l'éradication d'Israël prôné par la charte du Hamas le risque d'un « nouvel Holocauste » face auquel il met au défi « [c]es européens qui soutiennent le Hamas (...) de répondre ».

#### Mise en perspective
Pour l'universitaire palestinien Khaled Hroub (en), si la charte du Hamas fait effectivement référence à des textes antisémites comme le Protocole des Sages de Sion, elle ne serait plus représentative de ce qu'est le Hamas aujourd'hui et de leur point de vue, « le discours du Hamas est devenu beaucoup plus subtil que celui de la Charte ». Selon Khaled Hroub, le Hamas s'est également éloigné de sa charte depuis qu'il a décidé d'établir un bureau politique. Gilbert Achcar quant à lui juge que Hroub se montre là bien trop optimiste : « Prenant son espérance pour une réalité, Khaled Hroub surestimait considérablement l’évolution idéologique du Hamas en direction du dépassement de l’antijudaïsme et de l’antisémitisme ».
En 2010, le leader du Hamas Khaled Mechaal déclarait que la Charte est « un document historique qui n'est plus pertinent mais qu'il ne peut pas être changé pour des raisons internes ». 
Selon Jean-François Legrain du CNRS, Khaled Mechaal, le dirigeant du Hamas, relativise l'importance de la charte du Hamas : « Ce dernier a exhorté ses interlocuteurs à ignorer cette charte, sans pour autant l’abjurer. ». Jean-François Legrain résume les raisons de cette attitude : « Elle n’est en aucun cas une référence politique ou théologique officielle. Il y a un gros contresens sur cette question. La charte du Hamas est assimilée à celle de l’OLP qui, elle, était officielle. Chaque terme en avait été débattu et voté. La charte du Hamas a été rédigée en août 1988 par un anonyme sans grande culture politique ou théologique. Elle n’a jamais été adoptée ou amendée par une quelconque assemblée du Hamas et n’a jamais servi de référence. ». Khaled Hroub (en) indique également que la charte a été rédigée par une unique personne, de surcroît membre de la « vieille garde » des Frères musulmans et coupé des réalités du monde sans la consultation et l'approbation des dirigeants.
Pour Pierre-Alain Clément de l'UQÀM canadien, les accords d'Oslo ainsi que des pressions internes et internationales ont poussé le Hamas à mettre de côté le dogmatisme originel de sa charte et à manier son idéologie avec plus de flexibilité. Dans ce contexte, les objectifs d'annihilation d'Israël et de fondation d'un État islamique ne seraient plus pertinents. De même, le maintien d'un certain niveau de vie pour les Palestiniens et les missions sociales dans lesquelles le Hamas s'est investi (prônées par les articles 10, 16, 20 et 21 de la Charte) ne sont pas compatibles avec la lutte armée avec Israël (articles 7, 12 et 34). En revanche, à la date de février 2009, le Hamas semble toujours rester sur une stratégie de refus des négociations et d'un processus de paix (articles 11 et 13) comme l'attestent les attentats-suicides commis sur le sol israélien.

#### Chahid
L'universitaire Meir Hatina de l'université hébraïque de Jérusalem a étudié la charte dans le contexte de l'ethos du sacrifice et du martyre dans l'islam : le chahid. Il note qu'au contraire de mouvements comme le Jihad islamique, la charte met en avant, dans la lutte contre Israël, le prêche et l'éducation plutôt que le martyre au nom d'Allah. Il souligne également que la charte n'a eu aucun impact sur les principes mis en avant dans la révolution islamique en Iran, et qui inspirèrent la vénération du martyr propre au Jihad islamique.
Le Hamas de son côté utiliserait l'image du martyr pour stimuler l'enthousiasme et le recrutement mais pas comme modèle à suivre.

#### Propagande
Selon l'universitaire américain Matthew Levitt, expert du terrorisme islamiste, le Hamas se livrerait à une guerre de propagande qu'il dénomme « Jihad médiatique » en relation avec les préceptes de la charte et que « le livre, l'article, le bulletin, le sermon, la thèse, le poème populaire, l'ode poétique, la chanson, la pièce de théâtre etc » sont les meilleurs vecteurs à la mobilisation. Il note cependant que cette propagande du Hamas servirait à faire la promotion du Jihad mais également du martyr auprès des Palestiniens et ce à tous les niveaux du système éducatif.

## Nouveau document de 2017
Le document en 42 points, qui complète, ou révise la première charte, a été présenté  le 1er mai à Doha par le chef du Hamas en exil Khaled Mechaal. Dans le document rendu public en arabe et en anglais, le Hamas affirme que le mouvement « ne combat pas les Juifs parce qu'ils sont juifs mais les sionistes parce qu'ils occupent la Palestine ».
Par ailleurs, il met fin aux relations avec les Frères musulmans — afin de conforter son rapprochement avec l’Égypte d'Al-Sissi —, désavoue le processus d’Oslo et rejette également la déclaration Balfour de 1917 ainsi que le plan de partage de la Palestine des Nations unies de 1947.
Pour Jean-François Legrain, « l’originalité du texte tient à l’absence de références religieuses explicites et à la multiplicité de clins d’œil aux positions tenues par l’OLP dans les années 1970. La seule nouveauté réside dans la mention de la résistance armée comme choix stratégique ».

### Une reconnaissance «indirecte» d'Israël
Le Hamas continue à affirmer une position de principe : « Il n’y aura aucune reconnaissance d’une légitimité de l’entité sioniste. Quelle que soit l’ampleur de l’occupation de la terre de Palestine » (article 19). Toutefois, dans l'article suivant (20), avec une formule indirecte, il reconnaît l'existence d'Israël dans ses frontières de 1967. Plus précisément, à titre de compromis avec Israël dans « une formule de consensus national » sans citer Israël, le Hamas « limite » sa revendication : « le Hamas considère la création d’un État palestinien entièrement souverain et indépendant, avec Jérusalem comme capitale, selon les limites du 4 juin 1967, avec le retour des réfugiés et des déplacés vers les maisons d’où ils ont été expulsés ».

### Mais le maintien d'un retour de Palestiniens en Israël
La mention, en complément de la création de l'État palestinien en 1948, du « retour des réfugiés dans leurs maisons » impliquerait une réinstallation de certains de ces réfugiés en Israël. Cette revendication, généralement connu sous le nom de droit au retour des réfugiés palestiniens, est partagée par tous les mouvements de la Résistance palestinienne. Elle n'a jamais été considérée par Israël, et les villages ont été en général détruits, même si les maisons situées dans les villes ont subsisté. [citation nécessaire].

### Et l'obstacle des colonies israéliennes à une solution à «deux États»
En sus, la politique de colonisation d'Israël en Cisjordanie, condamnée par le conseil de sécurité des Nations unies (résolution 2334), s'oppose à cette « formule de consensus ».[citation nécessaire].

## Après le 7 octobre 2023
Le chercheur allemand sur l'extrémisme et le terrorisme,  Armin Pfahl-Traughber (en) souligne les continuités dans le document de 2017 par rapport au précédent, et considère que la « modération formelle » de la nouvelle charte avait pour « objectif clair… la tromperie stratégique ». Selon lui, son utilisation de l'expression « du fleuve à la mer » implique à elle seule « une intention correspondante de destruction caractérisée par la violence » envers l'État d'Israël. Il considère l'attaque du Hamas contre Israël du 7 octobre 2023 comme n'en étant que la dernière illustration[réf. non conforme].
Le diplomate américain Mark A. Green (en) du Woodrow Wilson International Center for Scholars fait remarquer que si le Hamas a déclaré dans sa charte de 2017 qu'il « rejette la persécution de tout être humain ou l'atteinte à ses droits pour des raisons nationalistes, religieuses ou sectaires », le groupe a néanmoins mené une attaque terroriste contre Israël le 7 octobre 2023, qui a fait au moins 1180 morts en Israël.